# National Gallery of Victoria
National Gallery of Victoria é uma galeria de arte e um museu em Melbourne, Austrália. Fundado em 1861, é a galeria de arte mais velha e a maior para o público em geral na Austrália. A principal galeria está localizada na estrada St Kilda, no bairro de Southbank, com uma filial em Federation Square, também em Melbourne.
Na época em que a galeria começou a funcionar, Victoria tinha sido uma colônia independente por somente dez anos, mas no caminho da Corrida do Ouro em Victoria, a colônia se tornou facilmente a parte mais rica da Austrália, e Melbourne se tornando a maior cidade. Com doações generosas de cidadãos ricos, destacando-se principalmente o industrial Alfred Felton, foi possível que a Galeria Nacional comprasse uma grande colecção de obras, de todo o mundo e de mestres antigos e contemporâneos. A galeria tem atualmente 63.000 obras de arte.
O National Gallery of Victoria Art School, associado com a galeria, foi fundado em 1867. A instituição foi o líder em treinamento acadêmico de arte na Austrália até a década de 1910. Alguns dos graduados na instituição se tornaram, mais tarde, alguns dos artistas mais consagrados na Austrália.

## História
O estado de Victoria ganhou independência de Nova Gales do Sul em 1850, dando início à “corrida do ouro victoriana”, que aconteceu logo em seguida. Desta maneira, eles se tornaram a colônia mais rica da Austrália – e Melbourne, a capital, a maior cidade e também a mais valiosa do país. 
Em 1859, o governo de Victória prometeu 2000 mil libras para a compra de moldes de emplastro de uma escultura que seria exibida no piso subterrâneo da livraria pública da cidade, em maio de 1861. Maiores quantidades de dinheiro foram reservadas no início dos anos 60 para a construção da primeira “Galeria Nacional”. Na época, visionários desenharam uma enorme e elaborada libraria e galeria, no entanto, esses planos nunca se realizaram. 
No dia 24 de maio de 1874, a primeira proposta para construir uma galeria, conhecida como Galeria de McArthur, aberta na sala de McArthur localizada na livraria estadual. O complexo foi desenvolvido com o passar das décadas. Em 1867, foi fundada a Galeria Nacional de Victoria de Escola de Arte, associada com à Galeria de McArthur e o maior centro acadêmico de arte na Austrália até meados de 1910. Alguns dos artistas graduados pela escola acabaram se tornando nomes de referência no país.
A coleção do museu inclui arte de aborígenes e peças do período colonial, impressionista, moderna e contemporânea. Alguns desses artistas são:
- Charles Blackman
- John Brack
- Arthur Boyd
- Louis Buvelot
- Rupert Bunny
- Nicholas Chevalier
- Charles Conder
- David Davies
- William Dobell
- Russell Drysale
- E. Phillips Fox
- John Glover
- Eugene von Guerard
- Hans Heysen
- George W. Lambert
- Sydney Long
- John Longstaff
- Frederick McCubbin
- Sidney Nolan
- John Percevla
- Margaret Preston
- Hugh Ramsay
- Tom Roberts
- John Russel
- Grace Cossington Smith
- Arthur Streeton
- Fred Williams